# Championa suturalis
Championa suturalis är en skalbaggsart som beskrevs av Chemsak 1967. Championa suturalis ingår i släktet Championa och familjen långhorningar. Inga underarter finns listade i Catalogue of Life.